# 宝血天主堂 (洛杉矶)
34°03′54″N 118°17′02″W / 34.06500°N 118.28389°W
宝血天主堂（Precious Blood Catholic Church）是美国加州洛杉矶的一座罗马天主教教堂，属于天主教洛杉矶总教区。当前的教堂为意大利罗马式，位于西湖社区。许多影视作品在此拍摄。

## 历史

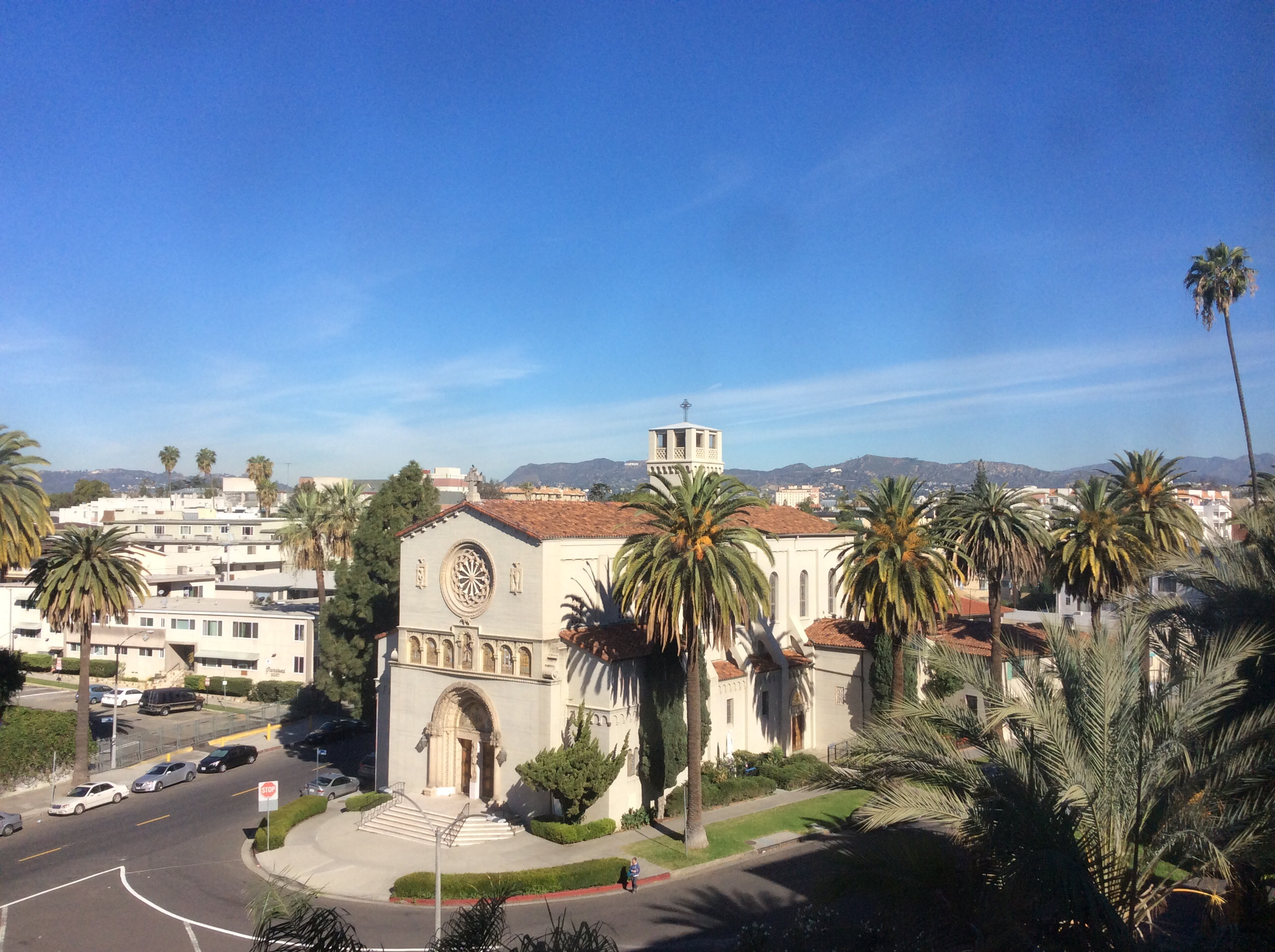

宝血堂创立于1923年，初期的教堂建于1924年，哥特式风格，花费1万美元。目前的教堂建于1926年11月。Occidental。根据2002年人口统计数据，教堂服务的地区有49,681名居民，其中61％是西班牙裔，26％是亚裔，6%白人，5%黑人。

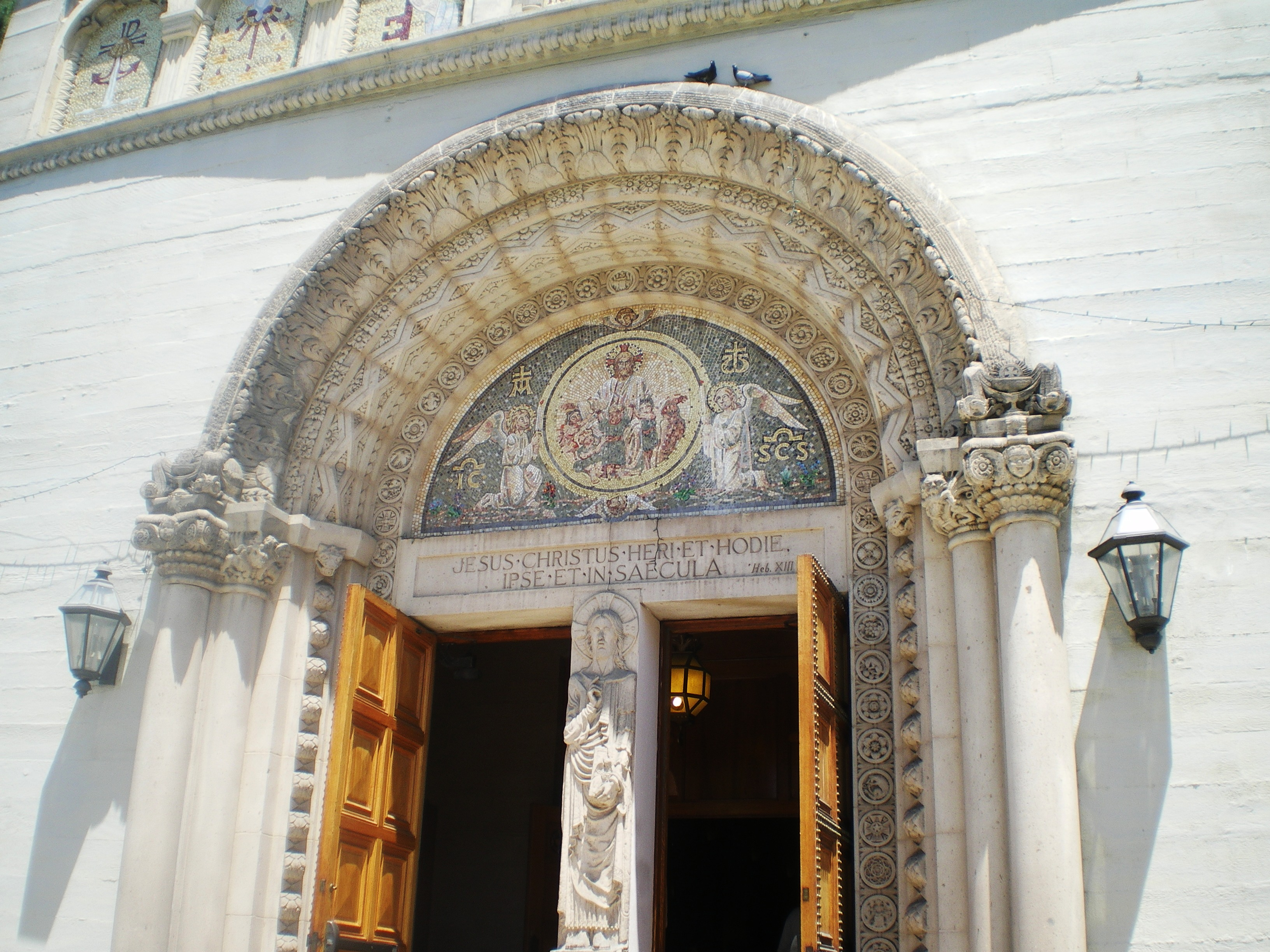
宝血堂入口

至2009年，宝血堂安排英语和西班牙语两种语言的弥撒。英语弥撒安排在星期六下午5点，星期日上午8点15分，上午9点30分和下午12点30分，平日上午8点，西班牙语弥撒安排在周日上午7点和上午11点。